# Pollex jurivetei
Pollex jurivetei là một loài bướm đêm thuộc họ Erebidae. Loài này có ở miền tây Seram.
Sải cánh dài 9–10 mm. Cánh trước hẹp và màu nâu hơi xám. Cánh dưới màu nâu đậm đồng nhất.